# Кандилка (село)
Кандилка е село в Южна България. То се намира в община Крумовград, област Кърджали.

## География
Село Кандилка се намира в Родопите. То се състои от махалите Джанафарлар, Сулардереси, Хамджозлар, Ахметкаялар, Евренлер, Солаклар, Дели Османлар, Кара Куз, Гемелер

## Население
Численост и дял на етническите групи според преброяването на населението през 2011 г.:
|                     | Численост | Дял (в %) |
| Общо                | 165       | 100,00    |
| Българи             | 0         | 0,00      |
| Турци               | 163       | 98,78     |
| Цигани              | 0         | 0,00      |
| Други               | 0         | 0,00      |
| Не се самоопределят | 0         | 0,00      |
| Неотговорили        | 0         | 0,00      |

## Религии
Местното население изповядва исляма. В селото има изградена джамия.